# Erno Müller
Erno Carl Müller (25. april 1917 i Aarhus – 26. juli 2005) var en dansk skuespiller.
Han fik ikke gennemført en egentlig skuespilleruddannelse, men fik sin debut i 1938 på Vennelyst Teater i Århus.
Fra 1945-1963 var han engageret på Odense Teater.
Frem til 1979 var han i flere perioder ansat på Århus Teater. Herefter begyndte han sin ansættelse på Det kongelige Teater, hvor han fik flere betydningsfulde roller.

## Udvalgt filmografi
- Een blandt mange – 1961
- Hvad med os? – 1963
- Nyt legetøj – 1977
- Brødrene Løvehjerte – 1978
- Mig og Charly – 1978
- Kundskabens træ – 1981
- Felix – 1982
- De uanstændige – 1983
- Min farmors hus – 1984
- Europa – 1991
- Idioterne – 1998

### Tv-serier
- Landsbyen – 1991
- Bryggeren – 1996
- Charlot og Charlotte – 1996
- Taxa - 1999